# 信太山青少年野外活動センター
大阪市立信太山青少年野外活動センター（おおさかしりつ しのたやませいしょうねんやがいかつどうセンター）は、大阪府和泉市に大阪市が設置している青少年向けの野外活動施設。

## 概要
- 「野外活動の場を提供することにより、健全な青少年育成を図る」 （大阪市立青少年野外活動施設条例第2条） ことを目的に大阪市が設置した。
- 2006年（平成18年）に指定管理者制度の導入により、財団法人大阪市青少年活動協会が運営している。
- 青少年の家とキャンプ場で構成される。

## 場所・アクセス
- 所在地：大阪府和泉市伯太町3丁目12-86
- 最寄駅：JR阪和線 信太山駅

## 沿革
- 1957年（昭和32年）7月：キャンプ場開設
- 1982年（昭和57年）7月：青少年の家開設
- 1993年（平成5年） 4月：キャンプ場が大阪市の直営管理から委託管理となる。（（財）大阪市青少年活動協会）
- 2002年（平成14年）4月：青少年の家を含めた施設全体が委託管理となる。（（財）大阪市青少年活動協会）
- 2006年（平成18年）4月：指定管理者制度導入（（財）大阪市青少年活動協会）

## 青少年の家
- 宿泊定員 200名

A・B（1階）C・D（2階）棟の4ブロックに区別されている。
体育館、自炊場、ファイア場がある。プール（夏休み中のみ）もある。

## キャンプ場
- 定員 190名（宿泊）、400名（日帰り）

宿泊サイトとして「レイクサイト」「パノラマサイト」「グリーンヒルサイト」がある。
各サイトに自炊場、ファイア場がある。
日帰りサイトとして「バリアフリーサイト」「オークサイト」がある。